# Adam Rutkowski

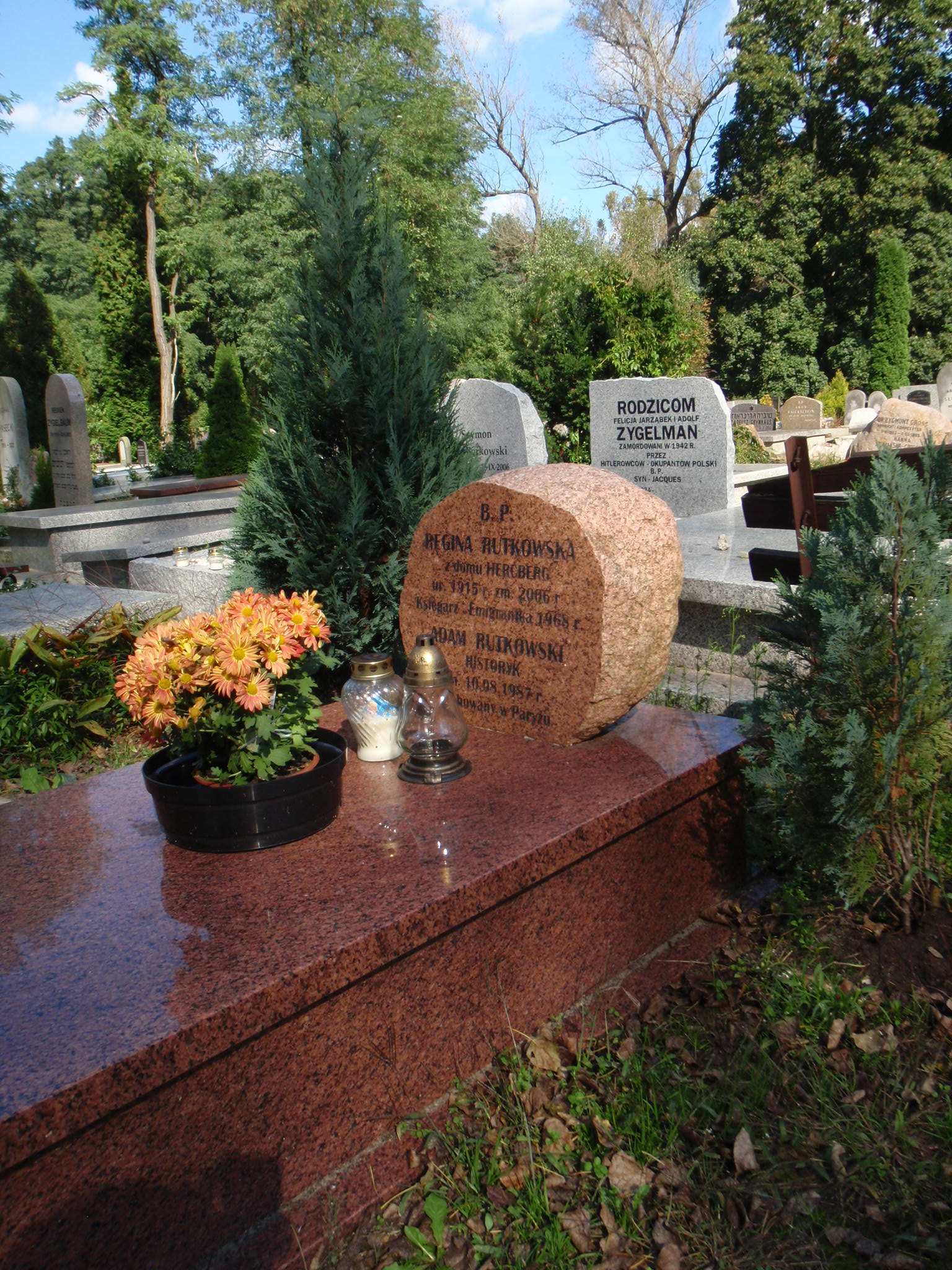
Symboliczny grób Adama Rutkowskiego na cmentarzu żydowskim w Warszawie

Adam Rutkowski (właśc. Abram Rosenberg ur. 9 stycznia 1912 w Radomiu, zm. 10 sierpnia 1987 w Paryżu) – polski uczony żydowskiego pochodzenia, jeden z najwybitniejszych badaczy Holokaustu.

## Życiorys
Rutkowski pochodził z rodziny kupieckiej, rodowe nazwisko Abram Rosenberg zmienił krótko po zakończeniu II wojny światowej. W 1939 ukończył studia historyczne na Sorbonie w Paryżu. W czasie II wojny światowej przebywał na terenie Związku Radzieckiego, gdzie m.in. pracował jako redaktor gazety. Cała rodzina zginęła w latach 1941–1942 w getcie radomskim, zamojskim lub w obozie zagłady w Treblince.
W 1946 jako repatriant wrócił do Polski i od tego czasu był etatowym pracownikiem Centralnej Żydowskiej Komisji Historycznej. Od 1948 był pracownikiem Żydowskiego Instytutu Historycznego i współzałożycielem powstałego w 1951 Stowarzyszenia ŻIH. Pełnił funkcję redaktora i sekretarza redakcji Biuletynu ŻIH, a w latach 60. był zastępcą dyrektora Instytutu. W 1968 po antysemickiej nagonce, będącej następstwem wydarzeń marcowych wyemigrował do Francji. Podjął pracę jako archiwista w  Centrum Badania Współczesnych Dziejów Żydów (Le Centre de documentation juive contemporaine) w Paryżu, które później stało się częścią Muzeum Pamięci Shoah w Paryżu. 
Został pochowany w Paryżu. Jego symboliczny grób znajduje się na cmentarzu żydowskim przy ulicy Okopowej w Warszawie.

## Publikacje
Wydał m.in. Faschismus – Ghetto – Massenmord (1961), Akcja pomocy Żydom w Polsce w latach 1939-1945 (1963) oraz Listy z Litzmannstadt (1967). Był także pierwszym redaktorem Pamiętnika Dawida Rubinowicza (1960).
W latach 60. planował wspólnie z profesorem Bernardem Ber Markiem wydanie książki o pogromie żydowskim w Kielcach w 1946. Śmierć profesora Marka i trudności w zgromadzeniu materiału uniemożliwiły realizację zamierzenia.